# 陈伟 (1968年)
陈伟（1968年1月21日—），上海人，是已退役的中国职业足球运动员，曾效力于上海队、上海申花、上海豫园队，曾入选中国国奥队和国家队。
陈伟身材矮小，但是技术能力比较出色，是九十年代初期上海队、申花队主罚定位球的主要人选之一，还曾经担任过场上队长，是上海球员身体素质一般但是凭借意识“灵气”踢球的典型代表。职业联赛开始后，他是上海申花的中场主力之一，不过之后患上盲肠炎，结果痊愈后逐渐失去上场机会。1996年初转投甲B上海豫园，不过渐渐伤病愈加频繁，最终于1999年退役。
2008年初，曾有传闻报道陈伟在美国抓捕罪犯立功，不过后来被证实为同名同姓的其他人，陈伟本人一直在上海，退役后曾尝试开餐馆。